# هوغو فيانا
هوغو ميغيل فيريرا فيانا (بالبرتغالية: Hugo Viana‏) من مواليد 15 يناير 1983 في بارسيلوس في البرتغال، لاعب كرة قدم برتغالي.
بدأ مسيرته الكروية مع نادي سبورتنغ لشبونة في موسم 2001/2002، وشارك معهم في 26 مباراة وسجل هدف واحد، وفي عام 2002 انتقل إلى نادي نيوكاسل يونايتد الإنجليزي، ولعب معهم حتى عام 2004، وشارك معهم في 39 مباراة وسجل هدفين، وفي موسم 2004/2005 انتقل إلى نادي سبورتنغ لشبونة، ولعب معهم 32 مباراة وسجل 6 أهداف، وفي عام 2005 انتقل إلى نادي نيوكاسل يونايتد الإنجليزي، وفي عام 2005 انتقل إلى نادي فالنسيا الإسباني.انتقل بعدها إلى النادي الأهلي الإماراتي حتى 2014 وهو الآن يلعب في النادي الوصل الإماراتي
و قد بدأ باللعب مع منتخب البرتغال لكرة القدم في عام 2002.

## روابط خارجية
- هوغو فيانا على موقع الاتحاد الدولي (مؤرشف)  (الإنجليزية)
- هوغو فيانا على موقع الاتحاد الأوربي (الإنجليزية)
- هوغو فيانا على موقع قاعدة بيانات كرة القدم.إي يو (الإنجليزية)
- هوغو فيانا على موقع ناشيونال فوتبول تيمز (الإنجليزية)
- هوغو فيانا على موقع Soccerbase.com (لاعب) (الإنجليزية)
- هوغو فيانا على موقع Soccerway.com (الإنجليزية)
- هوغو فيانا على موقع عالم كرة القدم.نت (الإنجليزية)
- هوغو فيانا على موقع كووورة
- هوغو فيانا على موقع أوليمبيديا (الإنجليزية)
- هوغو فيانا على موقع AS.com (الإسبانية)